# Liste der Naturdenkmale in Pirmasens
Die Liste der Naturdenkmale in Pirmasens nennt die im Gemeindegebiet von Pirmasens ausgewiesenen Naturdenkmale (Stand 13. Mai 2024).

## Naturdenkmale
| Nr.         | Bezeichnung                                 | Lage                                                                                     | Beschreibung                                                                           | Bild                                    |
| ----------- | ------------------------------------------- | ---------------------------------------------------------------------------------------- | -------------------------------------------------------------------------------------- | --------------------------------------- |
| ND-7317-173 | Teufelsfelsen                               | Erlenbrunn, südwestlich des Ortes am Osthang des Gersbachtals Lage                       | Felsformation; flächenhaftes Naturdenkmal, hier Nr. 1                                  | mehr Fotos \| Fotos hochladen           |
| ND-7317-174 | Geißenfelsen                                | Pirmasens, nordöstlich von Ruhbank im Birkenfelser Tal; Abteilung Am steinigen Bühl Lage | Felsformation, hier Nr. 2                                                              | Direkt Bild zu diesem Denkmal hochladen |
| ND-7317-175 | Felsengruppe Gebetbuch                      | Pirmasens, östlich der Stadt; Abteilung Haferstoppel Lage                                | Felsformation, hier Nr. 3                                                              | Fotos hochladen                         |
| ND-7317-176 | Kanzelfelsen                                | Pirmasens, östlich von Ruhbank am Osthang des Sengelsbergs Lage                          | Felsformation, hier Nr. 4                                                              | mehr Fotos \| Fotos hochladen           |
|             | Philippsruhe                                | Pirmasens, nördlich von Ruhbank, am Hang oberhalb des Mordlochs Lage                     | Felsformation mit Aushöhlung, hier Nr. 5                                               | Fotos hochladen                         |
| ND-7317-178 | Hamsterfelsen                               | östlich der Siedlung am Sommerwald im Fumbachtal Lage                                    | Felsformation, hier Nr. 6                                                              | Direkt Bild zu diesem Denkmal hochladen |
| ND-7317-179 | Hummelsfelsen                               | Winzeln, südwestlich des Ortes am Ausgang der Hummelsklamm Lage                          | Felsformation, hier Nr. 7                                                              | Direkt Bild zu diesem Denkmal hochladen |
| ND-7317-180 | Fels mit Wasserfall                         | Gersbach, nordöstlich des Ortes im Atzbachtal Lage                                       | Felsformation mit Wasserfall, hier Nr. 8                                               | Direkt Bild zu diesem Denkmal hochladen |
| ND-7317-181 | Spartakusfelsen                             | Pirmasens, östlich der Siedlung am Sommerwald, oberhalb des Fumbachtals Lage             | Felsformation, hier Nr. 9                                                              | Direkt Bild zu diesem Denkmal hochladen |
| ND-7317-182 | Ambossfelsen                                | Pirmasens, nördlich von Ruhbank Lage                                                     | Felsformation, hier Nr. 10                                                             | Direkt Bild zu diesem Denkmal hochladen |
| ND-7317-183 | Felsengruppe Hubertuswand                   | Pirmasens, östlich der Stadt am Kleinen Arius Lage                                       | langgestreckte Felsformation, ca. 300 m lang, hier Nr. 11                              | Direkt Bild zu diesem Denkmal hochladen |
| ND-7317-184 | Felsengruppe Gebrochener Felsen             | Pirmasens, östlich der Stadt am Osthang des Glasbergs Lage                               | Felsformation, hier Nr. 12                                                             | Fotos hochladen                         |
| ND-7317-185 | Felsengruppe Schillerwand                   | Pirmasens, östlich der Stadt am Nordhang des Glasbergs Lage                              | Felsformation, hier Nr. 13                                                             | Fotos hochladen                         |
| ND-7317-186 | Felsengruppe Butterfelsen                   | Pirmasens, Haseneckstraße, innerhalb des Waldfriedhofs Lage                              | Felsformation, hier Nr. 14                                                             | Fotos hochladen                         |
| ND-7317-187 | Felsengruppe Zigeunerfels                   | Pirmasens, östlich der Stadt, nordwestlich des Waldfriedhofs Lage                        | langgestreckte Felsformation, ca. 250 m lang, hier Nr. 15                              | Direkt Bild zu diesem Denkmal hochladen |
| ND-7317-188 | Felsengruppe Kugelfelsen                    | Pirmasens, östlich der Stadt; Abteilung Kugelfelsen Lage                                 | Felsformation, hier Nr. 16                                                             | Fotos hochladen                         |
| ND-7317-189 | Felsentor                                   | Pirmasens, östlich der Stadt; Abteilung Kleiner Arius Lage                               | Felsformation, hier Nr. 18                                                             | Fotos hochladen                         |
| ND-7317-190 | Feierabendfelsen                            | Pirmasens, westlich der Stadt, oberhalb der Apfeldell Lage                               | Felsformation, hier Nr. 19                                                             | Fotos hochladen                         |
| ND-7317-191 | Luitpoldfelsen                              | Pirmasens, östlich der Stadt am Osthang des Glasbergs Lage                               | Felsformation, hier Nr. 20                                                             | Fotos hochladen                         |
| ND-7317-192 | Heufelsen                                   | Fehrbach, östlich des Ortes; Abteilung An der Steinbach Lage                             | Felsformation, hier Nr. 21                                                             | Direkt Bild zu diesem Denkmal hochladen |
| ND-7317-193 | Wallerstein                                 | Gersbach, nordwestlich des Ortes; Abteilung Unten an der Serrgasse Lage                  | Felsenhöhle, hier Nr. 22                                                               | Direkt Bild zu diesem Denkmal hochladen |
| ND-7317-194 | Rauschenbrunnen                             | Pirmasens, Am Rauschenbrunnen Lage                                                       | Felsengrotte mit Quelle und Teich, hier Nr. 23                                         | Direkt Bild zu diesem Denkmal hochladen |
| ND-7317-195 | Klosterbrunnen                              | Pirmasens, östlich der Stadt im Einshalber Tal Lage                                      | Quelle, hier Nr. 24                                                                    | Direkt Bild zu diesem Denkmal hochladen |
| ND-7317-196 | Glastalbrunnen                              | Pirmasens, östlich der Stadt im Glastal am ehemaligen Glastaler Hof Lage                 | Quelle mit Weiher, hier Nr. 25                                                         | Direkt Bild zu diesem Denkmal hochladen |
| ND-7317-197 | Quelle am Hammelsweiher                     | Pirmasens, östlich von Ruhbank Lage                                                      | Quelle mit Weiher, hier Nr. 26                                                         | Direkt Bild zu diesem Denkmal hochladen |
| ND-7317-198 | Bösbrunnen                                  | Hengsberg, südlich des Ortes; Flur Böswiesen Lage                                        | auch Quelle bei Hengsberg; ungefasste Quelle, hier Nr. 27                              | Fotos hochladen                         |
| ND-7317-199 | Fumbachquelle                               | Pirmasens, östlich der Siedlung am Sommerberg, am Nordende des Fumbachtals Lage          | ungefasste Quelle, hier Nr. 28                                                         | Direkt Bild zu diesem Denkmal hochladen |
| ND-7317-200 | Großer Horbachbrunnen                       | Erlenbrunn, östlich des Ortes; Flur In der untersten Horbacher Halde Lage                | gefasste Quelle, hier Nr. 29                                                           | Direkt Bild zu diesem Denkmal hochladen |
| ND-7317-201 | Gutenbachbrunnen                            | Pirmasens, Lemberger Straße, hinter Nr. 320/322 Lage                                     | Quelle, hier Nr. 30                                                                    | Direkt Bild zu diesem Denkmal hochladen |
| ND-7317-202 | Kuhtrog                                     | Erlenbrunn, südlich des Ortes am Südwesthang der Haselhalde Lage                         | gefasste Quelle, hier Nr. 31                                                           | Direkt Bild zu diesem Denkmal hochladen |
| ND-7317-203 | Brunnenstube                                | Erlenbrunn, westlich des Ortes; Flur Brunnenstube Lage                                   | auch Waschbrunnen; ungefasste Quelle, hier Nr. 32                                      | Direkt Bild zu diesem Denkmal hochladen |
| ND-7317-204 | Schäferbrunnen                              | Erlenbrunn, östlich des Ortes; Abteilung Wippelscheer, V. Gewanne Lage                   | Quelle, hier Nr. 33                                                                    | Direkt Bild zu diesem Denkmal hochladen |
| ND-7317-205 | Starkenbrunnen                              | Pirmasens, östlich von Ruhbank; Abteilung Starkenbrunnen Lage                            | Quelle, hier Nr. 34                                                                    | Fotos hochladen                         |
| ND-7317-206 | Erkelsquelle                                | Pirmasens, westlich von Ruhbank; Abteilung An der Erkelsbach Lage                        | ungefasste Quelle, hier Nr. 35                                                         | Direkt Bild zu diesem Denkmal hochladen |
| ND-7317-207 | Quelle am Wallerstein                       | Gersbach, nordwestlich des Ortes im Gersbachtal Lage                                     | gefasste Quelle, hier Nr. 36                                                           | Direkt Bild zu diesem Denkmal hochladen |
| ND-7317-208 | Wasgaubrünnchen                             | Pirmasens, östlich der Stadt am Osthang des Glasbergs Lage                               | gefasste Quelle, hier Nr. 37                                                           | Direkt Bild zu diesem Denkmal hochladen |
| ND-7317-209 | 120-jährige Buche im Fahrschen Wald         | Pirmasens, östlich der Stadt im Ruppertsweilertal Lage                                   | Fagus sylvatica, um 1870 gekeimt, hier Nr. 38                                          | Direkt Bild zu diesem Denkmal hochladen |
| ND-7317-210 | 150-jährige Hainbuche                       | Gersbach, nordöstlich des Ortes; Flur In der Riegelswiese Lage                           | Carpinus betulus, um 1840 gekeimt, hier Nr. 39                                         | Direkt Bild zu diesem Denkmal hochladen |
| ND-7317-211 | 250-jährige Eiche                           | Erlenbrunn, südöstlich des Ortes am Waldenburger Eck Lage                                | Quercus sp., um 1740 gekeimt, hier Nr. 40                                              | Direkt Bild zu diesem Denkmal hochladen |
| ND-7317-212 | Kastanie                                    | Pirmasens, Höhstraße, bei Nr. 4 Lage                                                     | Aesculus hippocastanum oder Castanea sativa, hier Nr. 41                               | Direkt Bild zu diesem Denkmal hochladen |
| ND-7317-213 | Trauerbuche und Blutbuche                   | Pirmasens, Hohenzollernstraße, hinter Nr. 56a Lage                                       | Fagus sylvatica f. pendula und Fagus sylvatica f. purpurea, hier Nr. 43                | Direkt Bild zu diesem Denkmal hochladen |
| ND-7317-214 | Hexenklamm                                  | Windsberg, südlich des Ortes Lage                                                        | flächenhaftes Naturdenkmal, hier Nr. 44                                                | Fotos hochladen                         |
| ND-7317-215 | Felsengruppe Ruhfelsen                      | Pirmasens, westlich der Zeppelinbrücke Lage                                              | Felsformation, hier Nr. 17                                                             | Direkt Bild zu diesem Denkmal hochladen |
| ND-7317-217 | Mordloch                                    | Pirmasens, nördlich von Ruhbank Lage                                                     | Hohlwegstruktur; flächenhaftes Naturdenkmal, hier Nr. 46                               | Fotos hochladen                         |
| ND-7317-218 | Buche im Rheinbergergelände                 | Pirmasens, Schachenstraße, bei Nr. 5 Lage                                                | Fagus sylvatica, hier Nr. 47                                                           | Direkt Bild zu diesem Denkmal hochladen |
| ND-7317-219 | Linde im Schulhof der Matzenbergschule      | Pirmasens, Winzler Straße, bei Nr. 40 Lage                                               | Tilia sp., hier Nr. 48                                                                 | Fotos hochladen                         |
| ND-7317-220 | Zwei Kastanien in der Tunnelstraße          | Pirmasens, Tunnelstraße Lage                                                             | Aesculus hippocastanum oder Castanea sativa, zwei Bäume, hier Nr. 49                   | Direkt Bild zu diesem Denkmal hochladen |
| ND-7317-221 | 100-jährige Buche an der Husterhöhschule    | Pirmasens, Husterhöhstraße, bei Nr. 25 Lage                                              | Fagus sylvatica, um 1910 gepflanzt, hier Nr. 50                                        | Direkt Bild zu diesem Denkmal hochladen |
| ND-7317-222 | Drei Kastanienbäume in der Landgrafenstraße | Pirmasens, Landgrafenstraße, bei Nr. 29 Lage                                             | Aesculus hippocastanum oder Castanea sativa, drei von ehemals vier Bäumen, hier Nr. 51 | Direkt Bild zu diesem Denkmal hochladen |